# Kenneth McDuff
Kenneth McDuff (ur. 21 marca 1946 w Rosebud, zm. 17 listopada 1998 w więzieniu w Huntsville) – amerykański seryjny morderca zwany Miotlarzem; w latach 1966–1993 zamordował w Teksasie dziewięć osób - dwóch mężczyzn i siedem kobiet, w tym jedną w ciąży. 
Po raz pierwszy skazano go na śmierć (na krześle elektrycznym) w latach 60. za trzy wcześniejsze morderstwa i gwałt. 6 sierpnia 1966 roku, zamordował troje nastolatków. Dziewczyna będąca jedną z ofiar, została wielokrotnie zgwałcona przez McDuffa. Wyroku śmierci na mordercy nie wykonano przez wzgląd na moratorium. Po zniesieniu kary śmierci wyrok został zamieniony na dożywocie. W 1990 roku został warunkowo zwolniony z więzienia, co okazało się błędem wymiaru sprawiedliwości. Kenneth chciał dalej zabijać, a Sarafię Parker zamordował zaledwie trzy dni po opuszczeniu więzienia.    
W październiku 1991 porwał 21-letnią Regenę Moore. Na drodze natknął się na blokadę policyjną. Wtedy dziewczyna rozbiła przednią szybę w samochodzie, ale nie zdążyła uciec. Policjanci rozpoczęli pościg za autem Kennetha, ale pojazd zniknął im z oczu. Auto znaleziono następnego dnia, ale nie było w nim śladu Kennetha i dziewczyny. Pojazd był dokładnie wyczyszczony. Szczątki Regeny Moore odnaleziono dopiero we wrześniu 1998 roku, dwa miesiące przed egzekucją McDuffa. Ostatniego morderstwa McDuff dokonał w 1992. Wtedy popełnił błąd, gdyż 30 metrów od miejsca znalezienia zwłok ofiary stał porzucony samochód zarejestrowany właśnie na niego. W maju 1992 ujęto go w Kansas City. W tym czasie zdążył zmienić nazwisko i znaleźć pracę.
Sąd skazał "Miotlarza" na karę śmierci przez uśpienie zastrzykiem. Wyrok wykonano 17 listopada 1998. Jego ostatnie słowa brzmiały: ''Jestem gotowy, żebyście mnie uwolnili. Uwolnijcie mnie''. 
Historia życia i zbrodni Kennetha McDuffa została dokładnie przedstawiona w książce Bad Boy from Rosebud autorstwa Gary'ego Lavergne'a
. 

## Ofiary
| Lp. | Ofiara           | Wiek | Data                 | Miejsce |
| --- | ---------------- | ---- | -------------------- | ------- |
| 1.  | Robert Brand     | 17   | 6 sierpnia 1966      | Everman |
| 2.  | Mark Dunman      | 16   | 6 sierpnia 1966      | Everman |
| 3.  | Louise Sullivan  | 15   | 6 sierpnia 1966      | Everman |
| 4.  | Sarafia Parker   | 31   | 14 października 1989 | Temple  |
| 5.  | Brenda Thompson  | 37   | 10 października 1991 | Waco    |
| 6.  | Regenia Moore    | 17   | 15 października 1991 | Waco    |
| 7.  | Colleen Reed     | 28   | 29 grudnia 1991      | Austin  |
| 8.  | Valencia Joshua  | 22   | 24 lutego 1992       | Waco    |
| 9.  | Melissa Northrup | 22   | 1 marca 1992         | Waco    |